# Dollar Macker
Dollar Macker, född 17 juni 2013 i Frankrike, är en fransk varmblodig travhäst. Han tränades av Philippe Allaire och kördes av Jean-Philippe Monclin och reds av Yoann Lebourgeois.
Dollar Macker sprang under sin karriär in 731 810 euro på 22 starter varav 9 segrar, 6 andraplatser och 2 tredjeplatser. Han tog karriärens största segrar i Prix des Élites (2016) och Prix des Centaures (2017). Han vann också Prix Paul Karle (2016), Prix Piérre Plazen (2016) och Prix Camille de Wazières (2017) samt på andraplats i Prix Maurice de Gheest (2016), Prix Paul-Viel (2016), Critérium des Jeunes (2016), Prix Victor Régis (2016), Prix de Vincennes (2016) och Prix Louis Tillaye (2016) samt på tredjeplats i Prix Albert-Viel (2016) och Prix de l'Étoile (2016).